# Vrhovine
Vrhovine  è un comune della Croazia di 1 381 abitanti nella regione della Lika e di Segna.

## Località
La municipalità di Vrhovine è composta dalle seguenti 7 località (naselja):
- Donji Babin Potok
- Gornje Vrhovine
- Gornji Babin Potok
- Rudopolje
- Turjanski
- Vrhovine
- Zalužnica